# Mario Salvini
Mario Salvini (Reggio Emilia, 1863 – Firenze, 1940) è stato uno scultore e imprenditore italiano.

## Biografia
Nacque come figlio quartogenito dagli attori teatrali Tommaso Salvini e Clementina Cazzola. La madre morì di tisi pochi anni dopo la sua nascita. Appassionato d'arte figurativa, dal 1886 al 1890 Salvini frequentò l'Accademia di belle arti di Firenze. In seguito rivelò doti di modellazione, eseguì un busto di Carlo Nieddi per il cimitero di Trespiano. Insegnò presso la Scuola d'arte di Venezia e all'Istituto d'arte di Firenze dove fu poi nominato curatore della gipsoteca.
Come scultore, nel 1885 partecipò alla Esposizione della Società d'incoraggiamento alle belle arti di Firenze con uno stucco dipinto intitolato Nozze d'oro; l'anno seguente nella stessa esposizione presentò lo stucco Giugurta nel carcere Tulliano. A Venezia, nel 1887 presentò Giuda e Sciopero e a Bologna nel 1888 un progetto di fontana in bronzo. Ancora a Firenze, nel 1906 espose in una collettiva la scultura Istantanea e, due anni dopo, il ritratto di Renato Fucini. Nel 1906 aveva eseguito anche un bassorilievo in gesso raffigurante Thomas Edison nella sua biblioteca. Nel 1912 realizzò un busto dello scrittore Niccolò Tommaseo, che fu collocato nel Palazzo Ducale a Venezia.
Nel quartiere di Careggi, con alcuni soci, Salvini aprì un laboratorio di manifattura ceramica, in cui si occupò anche della realizzazione di oggetti di elegante gusto liberty, come ad esempio i tre vasi oggi presso il Museo Stibbert e il bustino femminile custodito presso la Fondazione Cavallini-Sgarbi di Ro Ferrarese.
Nel contempo la manifattura Salvini realizzava in serie copie con varianti di celebri sculture fiorentine del Rinascimento, tra cui la maiolica raffigurante il David del Verrocchio, molto probabilmente modellata dallo stesso Mario.
A cavallo fra otto e novecento, la manifattura Salvini, che si avvaleva di collaboratori di talento come lo scultore Romano Romanelli, espose la propria produzione d'arte in importanti rassegne allestite a Chicago, Firenze e Torino, città quest'ultima dove fu aperta anche una succursale.
Allo scoppio della prima guerra mondiale, Mario Salvini fu richiamato nell'esercito, ove prestò servizio come capitano di artiglieria. Negli anni '20 la manifattura riprese le sue attività denominandosi Fabbrica Ceramiche Salvini ed assumendo come modellatore il giovane Renato Bertelli: tra le sue più celebri realizzazioni è la Marchesa Casati in maschera di Medusa.
Genero del medico Giorgio Pellizzari, in quanto ne aveva sposato la figlia Maria (1863-1946), dal matrimonio nacquero Celso (1889-1947), che divenne critico teatrale, e Guido (1893-1965), regista e scenografo teatrale. 